# غيلداردو غارسيا
غيلداردو غارسيا (9 مارس 1954 - 15 يناير 2021) كان لاعب شطرنج كولومبي.

## سيرته
أصبح غارسيا ثاني أستاذ كبير لكولومبيا في عام 1992. كان أعلى تصنيف له هو 2540 (في يوليو 1994) وكان في المرتبة 14 في كولومبيا وقت وفاته.
فاز بالبطولة الوطنية الكولومبية 10 مرات، في أعوام 1977، 1978، 1985، 1986، 1987، 1990، 1991، 1995، 2003، و2006. في عام 1974، فاز ببطولة عموم أمريكا للشطرنج للناشئين الافتتاحية. في عام 2006، لعب في أولمبياد الشطرنج لكولومبيا.
توفي بسبب كوفيد-19 في ميديلين في 15 يناير 2021، أثناء جائحة كوفيد-19 في كولومبيا.